# Koligudda, Raybag
Koligudda là một làng thuộc tehsil Raybag, huyện Belgaum, bang Karnataka, Ấn Độ.